# Eidgenössische Volksinitiative «Für die Ausschaffung krimineller Ausländer (Ausschaffungsinitiative)»
Die eidgenössische Volksinitiative «Für die Ausschaffung krimineller Ausländer (Ausschaffungsinitiative)» war eine Volksinitiative der Schweizerischen Volkspartei (SVP).
Sie kam zusammen mit einem direkten Gegenentwurf am 28. November 2010 zur Abstimmung und wurde mit einer Mehrheit von 52,9 Prozent der Stimmenden und 17,5 Ständen angenommen.
Die Initiative verlangt die Ausweisung von rechtmässig in der Schweiz anwesenden ausländischen Staatsbürgern, die rechtskräftig für eines aus einer Liste von Delikten verurteilt wurden (schwere Delikte gegen Leib und Leben sowie Sozialhilfemissbrauch, Drogenhandel und Einbruch). Sie bezog sich damit auf Ausländerkriminalität.
Bereits das Ausländergesetz von 2005 (AuG) sah die Möglichkeit der Ausweisung von Straftätern vor, diese Entscheidung lag aber in jedem Fall im Ermessen der zuständigen Behörden. Die Initianten wollten erreichen, dass bei bestimmten Delikten eine Verurteilung automatisch mit einer Ausweisung verbunden wird. Der eigentliche Vollzug der Ausweisung durch Ausschaffung wird (trotz des Titels) von der Initiative nicht berührt, sondern bleibt wie bisher durch Art. 69–71 AuG geregelt.
Der Gegenentwurf sah wie die Initiative die zwingende Ausweisung bei rechtskräftiger Verurteilung für schwere Delikte vor. Er schwächte aber die Forderung der Initiative nach zwingender Ausweisung bei Sozialhilfemissbrauch ab, indem in solchen Fällen eine Ausweisung erst bei Verhängung einer Freiheitsstrafe von mindestens 18 Monaten zwingend wird. Dagegen ging der Gegenentwurf über die Forderungen der Initiative hinaus, wo er eine zwingende Abschiebung bei Verhängung einer Freiheitsstrafe von mindestens zwei Jahren (auch bei Kumulation kürzerer Freiheitsstrafen innerhalb einer Zeitspanne von zehn Jahren) vorsah, unabhängig von der Art des bestraften Delikts.
Am 15. Februar 2008 bestätigte die Bundeskanzlei, dass die Initiative mit 210'919 gültigen (von 212'028 total eingereichten) Unterschriften zustande gekommen ist.

## Die Initiative

### Inhalt und Wortlaut
Die Initiative sah vor, dass in der Schweiz ansässige Ausländer ihr Aufenthaltsrecht verlieren, wenn sie rechtlich für schuldig befunden wurden, ein schweres Delikt begangen zu haben (Gewaltdelikte, Drogenhandel oder Einbruch), oder wenn sie missbräuchlich Sozialhilfe oder Leistungen der Sozialversicherungen bezogen haben.  Das Einreiseverbot gilt für 5–15 Jahre, im Wiederholungsfall 20 Jahre.
Wie die 2009 angenommene Volksinitiative «Gegen den Bau von Minaretten» kam diese Initiative von der Schweizerischen Volkspartei (SVP).
Die Volksinitiative hatte folgenden Wortlaut:
3 Sie verlieren unabhängig von ihrem ausländerrechtlichen Status ihr Aufenthaltsrecht sowie alle Rechtsansprüche auf Aufenthalt in der Schweiz, wenn sie:
a. wegen eines vorsätzlichen Tötungsdelikts, wegen einer Vergewaltigung oder eines anderen schweren Sexualdelikts, wegen eines anderen Gewaltdelikts wie Raub, wegen Menschenhandels, Drogenhandels oder eines Einbruchsdelikts rechtskräftig verurteilt worden sind; oder
b. missbräuchlich Leistungen der Sozialversicherungen oder der Sozialhilfe bezogen haben.
4 Der Gesetzgeber umschreibt die Tatbestände nach Absatz 3 näher. Er kann sie um weitere Tatbestände ergänzen.
5 Ausländerinnen und Ausländer, die nach den Absätzen 3 und 4 ihr Aufenthaltsrecht sowie alle Rechtsansprüche auf Aufenthalt in der Schweiz verlieren, sind von der zuständigen Behörde aus der Schweiz auszuweisen und mit einem Einreiseverbot von 5–15 Jahren zu belegen. Im Wiederholungsfall ist das Einreiseverbot auf 20 Jahre anzusetzen.
6 Wer das Einreiseverbot missachtet oder sonstwie illegal in die Schweiz einreist, macht sich strafbar. Der Gesetzgeber erlässt die entsprechenden Bestimmungen.
II
Die Übergangsbestimmungen der Bundesverfassung werden wie folgt geändert:
Art. 197 Ziff. 8 (neu)
8. Übergangsbestimmung zu Art. 121
(Aufenthalt und Niederlassung von Ausländerinnen und Ausländern)

### Staatsrechtliche Bedenken
Einige Staatsrechtler hatten Zweifel an der Gültigkeit der Ausschaffungsinitiative geäussert, da sie zwingendes Völkerrecht verletze. Verletzt eine Initiative zwingendes Völkerrecht, so ist sie gemäss Art. 139 Abs. 3 Bundesverfassung von der Bundesversammlung für ungültig zu erklären. Zum zwingenden Völkerrecht zählt unter anderem das Non-Refoulement-Prinzip, das im vorliegenden Fall strittig war. Sowohl das Initiativkomitee als auch der Bundesrat vertraten die Auffassung, die Volksinitiative verstosse nicht gegen zwingendes Völkerrecht. Die Regelungen in den Absätzen 3 und 5 hätten laut dem Bundesrat zwar zur Folge, dass die Betroffenen sämtliche Rechtsansprüche verlören. Das Non-Refoulement-Gebot gewähre indes kein Aufenthaltsrecht, sondern schreibe vor, dass eine Person nicht in einen Staat zurückgewiesen werden dürfe, in dem ihr Verfolgung oder Folter drohe. Die Behörden könnten diese Verpflichtung im Rahmen der Umsetzung der Initiative ausreichend berücksichtigen. Die Bundesversammlung folgte dieser Ansicht.
Die Initiative und die Ausführungsgesetzgebung verstossen aber gegen die Bundesverfassung und nicht zwingendes Völkerrecht. Insbesondere verletzt Absatz 3 das Verhältnismässigkeitsprinzip (Art. 5 Abs. 2; Art. 36 Abs. 3 BV), das verlangt, dass die Umstände des Einzelfalls berücksichtigt werden. Der zwingende Ausweisungsautomatismus, der dem Richter keinen Spielraum überlässt, widerspricht der Verhältnismässigkeit direkt. Die Bestimmungen der Initiative greifen in die Grundrechte aus Art. 10 (persönliche Freiheit) und Art. 13 (Schutz des Familienlebens) der Bundesverfassung ein. Art. 13 ist betroffen, weil das Familienleben einer auszuweisenden Person potentiell verunmöglicht wird. Das ist namentlich dann der Fall, wenn ein Ausländer in der Schweiz lebt und Familie hat aufgrund einer Katalogstraftat in Art. 121 Abs. 3 des Landes verwiesen wird. Solche Grundrechtseingriffe müssen jedoch immer anhand ihrer Erforderlichkeit (existiert eine mildere, gleich effektive Massnahme?) und Zumutbarkeit (Verhältnis von Mittel und Zweck) zu messen. Art. 121 Abs. 3 schliesst indes eine solche Abwägung aus.
Betroffen sind ausserdem etliche Bestimmungen der Europäischen Menschenrechtskonvention (Art. 8 EMRK; Art. 1 Zusatzprotokoll Nr. 7 zur EMRK) und anderer Menschenrechtsverträge (Art. 12 Abs. 4, Art. 13, Art. 17 UNO-Pakt II; Art. 3 und Art. 10 Abs. 2 KRK).

### Kontroverse um juristische Mängel
Die Gegner der Initiative bemängelten, dass die Tatbestände «Einbruch» und «missbräuchlicher Leistungsbezug der Sozialversicherungen oder der Sozialhilfe» keine Tatbestände gemäss Schweizer Strafrecht seien. Die Befürworter hielten indessen fest, dass ohnehin ein Ausführungsgesetz zu erlassen und es Aufgabe des Gesetzgebers sei, die Initiative zu konkretisieren.

### Anwendung auf EU-Bürger
Neben staatsrechtlichen Bedenken wurden auch Einwände geäussert, die die Kompatibilität mit dem bestehenden Freizügigkeitsabkommen mit der Europäischen Union betreffen.
Die Freizügigkeit ist eines der sieben sektoriellen Abkommen der Bilateralen I. Am 1. Juli 2002 trat sie in Kraft, und alle geltenden Bestimmungen des Europäischen Gerichtshofes (EuGH) im Bereich der Personenfreizügigkeit bis zu diesem Zeitpunkt wurden übernommen. Dies gilt aber nicht für die danach verfügten Bestimmungen.
Die Personenfreizügigkeit vermittelt einen individuellen Anspruch auf Einreise und Aufenthalt für alle Bürger der Europäischen Union in der Schweiz. Dieser Anspruch kann unter bestimmten Voraussetzungen gemäss dem Abkommen beschränkt werden. Mögliche Voraussetzungen sind:
- der Schutz der öffentlichen Ordnung,
- die Sicherheit und
- die Gesundheit.

Die Ausweisung entzieht das Recht auf freie Einreise und Aufenthalt. Sie ist eine Beschränkung dieses individuellen Anspruchs.
Die Definition des Begriffs «Schutz der öffentlichen Ordnung» kann für jedes Land eine andere Bedeutung haben. Für die Schweiz wurden diese Interpretationen bis zum 1. Juli 2002 durch die Judikative (EuGH) überprüft und festgelegt. Der «Schutz der öffentlichen Ordnung» entspricht dabei unter anderem dem Schutz der Art. 8–11 der Europäischen Menschenrechtskonvention (EMRK).
Gemäss Interpretation von «Foraus» muss eine Ausweisung aufgrund eines individuellen Fehlverhaltens eines EU-Ausländers verfügt werden. Sie darf aber nicht generalpräventiv eingesetzt werden.
Gemäss Art. 3 Abs. 2 der Richtlinie 64/221/EWG (welche jedoch für die Schweiz als Nicht-EU-Mitglied nicht verbindlich ist und nicht in die Bilateralen übernommen wurde) reicht eine strafrechtliche Verurteilung nicht, um sich auf den Begriff «Schutz der öffentlichen Ordnung» zu berufen. Dazu braucht es zusätzlich:
- die Schwere der Straftat und
- das Vorliegen einer Wiederholungs- bzw. Rückfallgefahr für eine «Gefährdung der öffentlichen Ordnung».

Nach Foraus stellt Sozialhilfemissbrauch keine ausreichende Gefährdung für eine Ausweisung dar.
Ein Ausweisungsautomatismus wurde vom Europäischen Gerichtshof im Jahre 2007 für EU-Mitgliedstaaten verboten (Fall C-50/06 Kommission gegen die Niederlande). Gemäss Bilateralen ist die Rechtsprechung des EuGH nur bis 1. Juli 2002 für die Schweiz gültig. Somit ist das Verbot des Ausweisungsautomatismus für die Schweiz im Rahmen der Bilateralen nicht bindend.

## Gegenentwurf

### Direkter Gegenentwurf
Gliederungstitel vor Art. 121
9. Abschnitt: Ausländer- und Asylrecht
Art. 121 Sachüberschrift und Abs.2
Aufenthalt, Niederlassung und Asyl
2 Aufgehoben
Art. 121a (neu) Integration
1 Das Ziel der Integration ist der Zusammenhalt der einheimischen und der ausländischen Bevölkerung.
2 Die Integration erfordert von allen Beteiligten die Respektierung der Grundwerte der Bundesverfassung und der öffentlichen Sicherheit und Ordnung, den Willen zu eigenverantwortlicher Lebensführung sowie die Verständigung mit der Gesellschaft.
3 Die Förderung der Integration bezweckt die Schaffung von günstigen Rahmenbedingungen für die chancengleiche Teilhabe der ausländischen Bevölkerung am wirtschaftlichen, sozialen und kulturellen Leben.
4 Bund, Kantone und Gemeinden stellen bei Erfüllung ihrer Aufgaben die Berücksichtigung der Anliegen der Integration sicher.
5 Der Bund legt die Grundsätze der Integration fest und fördert Integrationsmassnahmen der Kantone, Gemeinden und von Dritten.
6 Der Bund überprüft in Zusammenarbeit mit den Kantonen und Gemeinden periodisch den Stand der Integration. Werden die Anliegen der Integrationsförderung nicht erfüllt, so kann der Bund nach Anhörung der Kantone die notwendigen Vorschriften erlassen.
Art. 121b (neu) Aus- und Wegweisung
1 Ausländerinnen und Ausländer können aus der Schweiz ausgewiesen werden, wenn sie die Sicherheit des Landes gefährden.
2 Ausländerinnen und Ausländer verlieren ihr Aufenthaltsrecht und werden weggewiesen, wenn sie:
a. einen Mord, eine vorsätzliche Tötung, eine Vergewaltigung, eine schwere Körperverletzung, einen qualifizierten Raub, eine Geiselnahme, einen qualifizierten Menschenhandel, einen schweren Verstoss gegen das Betäubungsmittelgesetz oder eine andere mit einer Freiheitsstrafe von mindestens einem Jahr bedrohte Straftat begangen haben und dafür rechtskräftig verurteilt wurden;
b. für einen Betrug oder eine andere Straftat im Bereich der Sozialhilfe, der Sozialversicherungen oder der öffentlich-rechtlichen Abgaben oder für einen Betrug im Bereich der Wirtschaft zu einer Freiheitsstrafe von mindestens 18 Monaten rechtskräftig verurteilt wurden; oder
c. für eine andere Straftat zu einer Freiheitsstrafe von mindestens zwei Jahren oder zu mehreren Freiheitsstrafen oder Geldstrafen von insgesamt mindestens 720 Tagen oder Tagessätzen innerhalb von zehn Jahren rechtskräftig verurteilt wurden.
3 Beim Entscheid über die Aus- und Wegweisung sowie den Entzug des Aufenthaltsrechts sind die Grundrechte und die Grundprinzipien der Bundesverfassung und des Völkerrechts, insbesondere der Grundsatz der Verhältnismässigkeit, zu beachten.
II
Der Bundesrat hatte beschlossen, die Volksinitiative «Für die Ausschaffung krimineller Ausländer (Ausschaffungsinitiative)» und als direkten Gegenentwurf den «Bundesbeschluss über die Aus- und Wegweisung krimineller Ausländerinnen und Ausländer im Rahmen der Bundesverfassung» am 28. November 2010 zur Abstimmung zu bringen.
Der Gegenentwurf enthielt einen neuen Art. 121b «Aus- und Wegweisung» im Ausländer- und Asylrecht. Im Unterschied zur Initiative machte der Gegenentwurf die zwingende Ausweisung teilweise vom verhängten Strafmass abhängig:
- für schwere Delikte, die von einer Freiheitsstrafe von mindestens einem Jahr bedroht sind, zwingende Ausweisung bei rechtskräftiger Verurteilung (kein Unterschied zur Initiative)
- für Betrug oder andere Straftaten im Bereich der Sozialhilfe zwingende Ausweisung bei einer Freiheitsstrafe von mindestens 18 Monaten (Abschwächung der Initiative)
- für beliebige andere Delikte zwingende Ausweisung bei einer Freiheitsstrafe von mindestens zwei Jahren (Verschärfung gegenüber der Initiative)
- Drogenhandel und Einbruchsdelikte werden nicht mehr gesondert genannt (das Delikt Einbruch existiert im Schweizer Strafrecht ohnehin nicht) und fallen unter die allgemeine Bestimmung von Ausweisung ab Freiheitsstrafen von zwei Jahren (Abschwächung der Initiative)

Daneben führte der Bundesbeschluss einen Art. 121a ins Ausländer- und Asylrecht, der den Begriff der «Integration» definiert.

### Ursprünglicher indirekter Gegenentwurf des Bundesrates
Der Bundesrat liess zur Initiative zunächst einen indirekten Gegenentwurf auf Gesetzesstufe erarbeiten, welcher die Bedenken gegenüber dem Völkerrecht und der Verfassung respektierte. Zusätzlich sollten einheitliche Integrationsstandards definiert werden, was auf Forderungen der Nationalräte Philipp Müller und Gerhard Pfister zurückzuführen war. Die Vernehmlassung wurde vom Eidgenössischen Justiz- und Polizeidepartement (EJPD) unter Bundesrätin Eveline Widmer-Schlumpf durchgeführt. Die Frist für Stellungnahmen durch Kantone und Parteien war auf den 15. April 2009 angesetzt. Der indirekte Gegenvorschlag veränderte die Kriterien für eine Ausweisung (weder Initiative noch Gegenvorschlag betreffen die eigentliche «Ausschaffung») gegenüber der Initiative. Er enthielt die zwingende Ausschaffung für Freiheitsstrafen ab zwei Jahren. Unter dieses Kriterium fielen in der Schweiz 2007 ca. 200 Ausländer. Auf den indirekten Gegenvorschlag wurde schliesslich zugunsten des direkten Gegenvorschlags verzichtet.

## Politische Debatte und Abstimmungskampf

### Unterschriftensammlung (2007)
Die mit der Unterschriftensammlung verbundene Kampagne koinzidierte mit dem Wahlkampf der SVP zu den Schweizer Parlamentswahlen 2007. Das für die Initiative werbende umstrittene Schäfchenplakat zeigte, wie ein schwarzes Schaf von seinen weissen Artgenossen von dem als Schweizerfahne dargestellten Weidegrund gestossen wird. Das Bildmotiv wurde zum Teil als rassistisch bzw. fremdenfeindlich aufgefasst und sorgte für internationale Schlagzeilen; der UN-Sonderberichterstatter für Rassismus Doudou Diène richtete diesbezüglich eine Anfrage an den Schweizer Bundesrat.
Am 18. September 2007 führte eine Demonstration gegen die Initiative anlässlich der Anwesenheit von Christoph Blocher in Lausanne zu gewalttätigen Ausschreitungen.
In den Wochen vor den Parlamentswahlen verschärften sich die Proteste linker und linksautonomer Gruppen gegen die Ausschaffungsinitiative und gegen die SVP. Am 6. Oktober 2007 versuchten «Autonome» in Bern, einen Umzug von etwa 10'000 SVP-Anhängern aufzuhalten. Bei den nachfolgenden Strassenkrawallen wurden 18 Polizisten und drei Demonstranten verletzt. Die Ausschreitungen in Bern sorgten weltweit für Aufmerksamkeit und erschienen sogar auf der Titelseite der New York Times, welche rassistische Tendenzen in der Schweiz ins Zentrum ihrer Berichterstattung stellte.

### Stellungnahme des Bundesrates
Der Bundesrat, vertreten durch Justizministerin Eveline Widmer-Schlumpf, empfahl den Gegenvorschlag des Parlaments über die Initiative mit dem Argument, die Liste der Delikte sei «eher zufällig»; entscheidend über den Verlust des Aufenthaltsrechts solle die Schwere der Tat sein. Der Gegenentwurf des Parlaments nehme die Anliegen der Initiative auf, indem er den Entzug des Aufenthaltsrechts straffälliger Ausländer verbindlich regle und damit den Ermessensspielraum der Gerichte einschränke, er sei aber klarer und umfassender als die Initiative. Staatsrechtler verschiedener Schweizer Universitäten kritisierten die bundesrätlichen Stellungnahmen gegen die Initiative, namentlich den Vorwurf, dass auch für geringfügige Delikte wie Einbruch eine Ausschaffung verfügt werden müsse, als unzutreffend.

## Ergebnisse

Nur in den französischsprachigen Kantonen Genf, Waadt, Freiburg, Neuenburg, Jura und im deutschsprachigen Kanton Basel-Stadt wurde die Initiative abgelehnt.

Die Initiative wurde mit einer Mehrheit von 52,9 % der Stimmen angenommen. Am höchsten war die Zustimmung in den ländlich geprägten Kantonen Schwyz (66,3 %), Appenzell Innerrhoden (65,7 %), Tessin (61,3 %), Uri (61,3 %), Thurgau (61,1 %), Glarus (60,8 %), Nidwalden (60,8 %) und Obwalden (60,3 %). In der Romandie (französischsprachige Schweiz) wurde die Initiative mehrheitlich abgelehnt. Als einziger mehrheitlich deutschsprachiger Kanton lehnte Basel-Stadt ebenfalls die Initiative ab.
Die Auslandschweizer lehnten die Ausschaffungsinitiative dagegen mehrheitlich ab, nämlich in 7 von 8 Kantonen, in denen ihre Stimmen separat erfasst werden. Dabei ist zum Beispiel die Diskrepanz im Kanton Appenzell Innerrhoden eklatant: Während die Schweizer Bevölkerung die Initiative mit 65,7 % annahm, waren es nur 39,3 % der Auslandschweizer.

Chancenlos war der von der CVP, der FDP, der BDP, den Grünliberalen und Teilen der SP sowie vom Bundesrat unterstützte Gegenvorschlag, der von 54,2 % der Stimmenden und sämtlichen Kantonen abgelehnt wurde. Die Nein-Quoten lagen zwischen 50,6 (Zug) und 60,9 % (Schwyz).

Interessanterweise erhielt der Gegenvorschlag jedoch in der Stichfrage, die bei einem doppelten Ja wirksam geworden wäre, mit 50,4 % eine Mehrheit der Volksstimmen. Bei den Standesstimmen schwang aber ebenfalls die Initiative mit 15:8 obenaus.
| Kanton                           | Ja (%) | Nein (%) | Beteiligung (%) |
| -------------------------------- | ------ | -------- | --------------- |
| Aargau                           | 57,3   | 42,7     | 52,9            |
| Appenzell Ausserrhoden           | 56,0   | 44,0     | 57,4            |
| Appenzell Innerrhoden            | 65,7   | 34,3     | 50,6            |
| Basel-Landschaft                 | 53,5   | 46,5     | 51,7            |
| Basel-Stadt                      | 43,4   | 56,6     | 56,2            |
| Bern                             | 53,7   | 46,3     | 50,8            |
| Freiburg                         | 48,6   | 51,4     | 47,3            |
| Genf                             | 44,2   | 55,8     | 54,3            |
| Glarus                           | 60,8   | 39,2     | 45,2            |
| Graubünden                       | 52,6   | 47,4     | 45,5            |
| Jura                             | 42,7   | 57,3     | 42,1            |
| Luzern                           | 55,9   | 44,1     | 57,2            |
| Neuenburg                        | 44,0   | 56,0     | 47,8            |
| Nidwalden                        | 60,8   | 39,2     | 61,0            |
| Obwalden                         | 60,3   | 39,7     | 58,5            |
| Schaffhausen                     | 56,3   | 43,7     | 67,9            |
| Schwyz                           | 66,3   | 33,7     | 57,9            |
| Solothurn                        | 58,1   | 41,9     | 55,1            |
| St. Gallen                       | 59,6   | 40,4     | 53,7            |
| Tessin                           | 61,3   | 38,7     | 46,1            |
| Thurgau                          | 61,1   | 38,9     | 51,6            |
| Uri                              | 61,3   | 38,7     | 49,4            |
| Waadt                            | 41,8   | 58,2     | 51,9            |
| Wallis                           | 51,8   | 48,2     | 54,3            |
| Zug                              | 55,0   | 45,0     | 57,9            |
| Zürich                           | 50,8   | 49,2     | 55,8            |
| Schweizerische Eidgenossenschaft | 52,9   | 47,1     | 52,9            |

## Umsetzung
Das Bundesgericht hat im Oktober 2012 eine Entscheidung gefällt, wonach Art. 121 Abs. 3–6 nicht unmittelbar anwendbar sind, sondern zuerst vom Parlament konkretisiert werden müssen.
Nach einigen Diskussionen hat das Parlament in der Schlussabstimmung vom 20. März 2015 eine Umsetzungsvorlage verabschiedet (Anpassung des Strafgesetzbuches und des Militärstrafgesetzes).
Schon früh während der Parlamentsdebatten zur Ausarbeitung eines Gesetzestextes zur Umsetzung der Initiative war die SVP jedoch der Meinung, dass die Mehrheit des Parlaments nicht die Absicht habe, die Initiative wort- und sinngetreu umzusetzen. Deshalb lancierte die SVP die eidgenössische Volksinitiative «Zur Durchsetzung der Ausschaffung krimineller Ausländer (Durchsetzungsinitiative)», welche am 28. Dezember 2012 zustande kam, jedoch am 28. Februar 2016 von Volk und Ständen verworfen wurde.
Wird eine Person aufgrund einer Strafe im Katalog von Art. 66a Abs. 1 StGB verurteilt, muss sie des Landes verwiesen werden, und zwar unabhängig von der konkreten Tatschwere. Das Parlament hat in Art. 66a Abs. 2 StGB eine Härtefallklausel hinzugefügt, wonach von der Landesverweisung nur abgesehen werden kann, «wenn [sie] für den Ausländer einen schweren persönlichen Härtefall bewirken würde und die öffentlichen Interessen gegenüber den privaten Interessen des Ausländers am Verbleib in der Schweiz nicht überwiegen». Personen, deren Landesverweisung aufgeschoben wird, erhalten nicht den Status vorläufig Aufgenommener. Vielmehr sind sie ohne Rechtsansprüche in der Schweiz anwesend und erhalten bei Bedarf lediglich Nothilfe. Die Härtefallklausel soll dem Verhältnismässigkeitsgebot Rechnung tragen. Das Bundesgericht wandte die Härtefallklausel verschiedentlich an.
Seit dem 1. Oktober 2016 sind die Gesetzesbestimmungen zur Ausschaffungsinitiative in Kraft. Die Schweizerischen Staatsanwälte-Konferenz (SSK) hat dazu eine Empfehlung zur einheitlichen Anwendung abgegeben. Darin wird explizit auf die kontroverse Härtefallklausel eingegangen und für Haftanträge ab einem Jahr die Ausschaffung gefordert (als Regelfall).
Am 26. November 2024 publizierte das Staatssekretariat für Migration erstmals eine Statistik über den Vollzug der Ausschaffung krimineller Ausländer. Danach wurde im Jahr 2023 für 2250 Personen eine vollziehbare Landesverweisung angeordnet. Von diesen haben bis Mitte 2024 rund 73 Prozent die Schweiz kontrolliert oder polizeilich begleitet verlassen. Die SVP war vor der Abstimmung über ihre Initiative davon ausgegangen, dass mit rund 1500 Ausschaffungen pro Jahr gerechnet werden könne. Die Härtefallklausel kam bei Mord oder Menschenhandel kein einziges Mal zur Anwendung, bei Vergewaltigung, schwerem Drogenhandel sowie Diebstahl nur selten. Auf der anderen Seite führten unrechtmässiger Bezug und Betrug bei einer Sozialversicherung nur selten zur Ausschaffung, weil dies aus Sicht der Gerichte offensichtlich unverhältnismässig wäre.